# Banyo II
Banyo II est un village du Cameroun situé dans la région de l'Est et le département de la Kadey, à proximité de la frontière avec la République centrafricaine. Il fait partie de l'arrondissement (commune) de Batouri.

## Population
En 1966, Banyo comptait 44 habitants, principalement Kaka. Lors du recensement de 2005, le village comptait 96 personnes.